# Jan Rabsztyński (kasztelan)
Jan Rabsztyński, Jan z Rabsztyna i Tęczyna, Jan Tęczyński z Rabsztyna, Książa i Kraśnika herbu Topór (zm. 1498/99) – polski szlachcic, kasztelan wiślicki w latach 1485–1494, kasztelan zawichojski w latach 1478–1485, starosta sandomierski w latach 1494–1498. Sprzeciwiał się wojnie o koronę czeską.
Syn Andrzeja Tęczyńskiego (zm. 1461) i Jadwigi z Książa i Melsztyna. Po ślubie z Barbarą z Woli Konińskiej herbu Rawicz (zm. 1509) wszedł w posiadanie tej i kilku innych wsi. Jako jedyny spadkobierca po ojcu odziedziczył klucz kraśnicki. Ustanowił Kraśnik siedzibą swojej gałęzi rodu i uczynił ośrodkiem życia kulturalnego. Przekazał kraśnickiemu Zakonowi Kanoników Regularnych czterołanowy folwark Pasieka. Ojciec marszałka nadwornego koronnego Jana (zm. 1505) oraz kanonika krakowskiego Andrzeja (zm. 1509).